# Бењамин (име)
Бењамин је мушко име хебрејског порекла, које се помиње у Библији. Превод са хебрејског језика би био: син моје десне руке, а варијанте каснијих превода су: најмањи, син среће и син бољега. У Самарићанском Петокњижју име се појављује и као "Бења'амим", у преводу: син мојих дана. Женски парњак му је Бењамина.

## Имендани
- 3. јануар.
- 31. март.

## Варијације имена у мађарском језику
- Бенџамин (енгл. Benjamin)
- Бењамин (мађ. Benjámin); Бен (мађ. Ben), имендан: 3. јануар; Бенке (мађ. Benke), имендан: 1. новембар; Бени (мађ. Béni)

## Познате личности
- Бенџамин Бритен (енгл. Benjamin Britten), енглески композитор
- Ференц Бени (мађ. Ferenczy Béni), скулптор
- Бенџамин Френклин (енгл. Benjamin Franklin), амерички политичар и проналазач